# Edward von Steinle

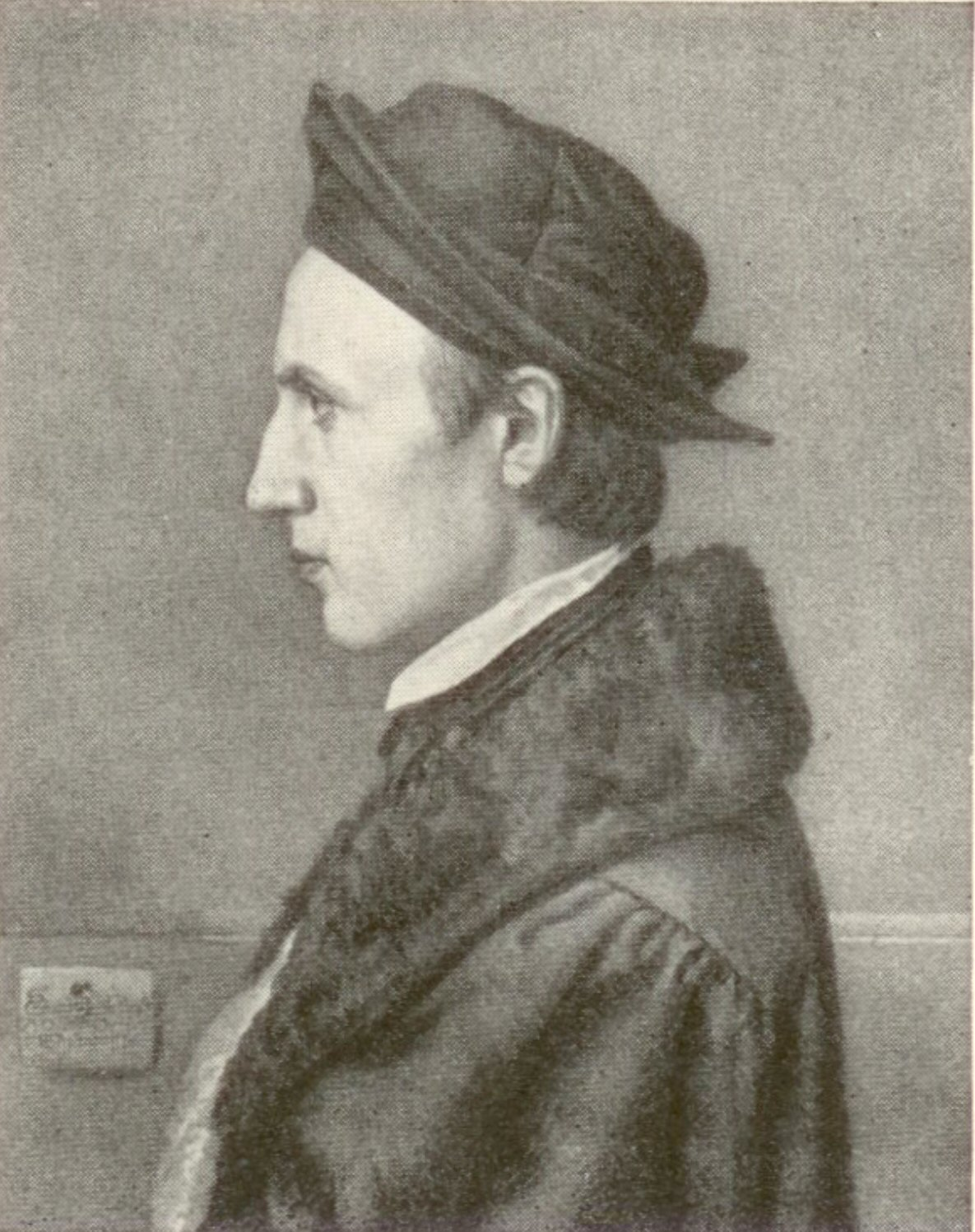
Edward von Steinle, porträtterad av Valentin Schertle.

Edward Jakob von Steinle, född den 2 juli 1810 i Wien, död den 19 september 1886 i Frankfurt am Main, var en österrikisk målare.
von Steinle studerade vid akademien i Wien och vistades 1828–1834 i Rom, där han rönte påverkan av Overbeck och Veit. Från 1843 var han bosatt i Frankfurt, och 1850 blev han professor där. Han målade en mängd monumentalbilder med religiöst innehåll i Kölnerdomen, Münster, Aachen, Strassburg, München, slottet Rheineck. Hans tävlingsmålning till Berlins domkyrka, De väntande på domedagen (1846), finns i Berlins nationalgalleri. För eftervärlden har von Steinle intresse och betydelse som lyriker, romantisk sagoskildrare, genom shakespeareska scener, illustrationer i färg till sagor av bröderna Grimm och dikter av Brentano, genom de små oljemålningarna i Schackgalleriet (Fiolspelaren, Tornbestigaren, Lorelei) och genom Parcivalcykeln (akvareller, 1884, i Nya pinakoteket i München, utgiven i reproduktion samma år). Georg Nordensvan skriver i Nordisk familjebok: "Han egde innerlighet och stilkänsla och därtill mera koloristiskt sinne än de öfrige nasarenerna". Bland andra målningar av von Steinle kan nämnas Madonna på Roms ruiner (1841), Tiburtinska sibyllan (1844, museet i Frankfurt) och flera kvinnoporträtt. Nordensvan skriver: "Ett helfigursporträtt af hans lilla dotter Karoline (1842, Berlins nationalgalleri) är ett vackert prof på monumental stilkonst i förening med osökt omedelbarhet och kärleksfull karakterisering". Utvalda verk av von Steinle utgavs i reproduktion 1888.